# Прапори провінцій Нідерландів

Карта із зображенням провінцій Нідерландів та їхніх прапорів

Цей список містить усі дванадцять офіційних прапорів провінцій Нідерландів, включаючи вимпели. Нідерландські провінції мають свій власний прапор, а також свої вимпели. Прапори провінцій, як правило, мають довгу історію. З незапам'ятних часів прапори зробили важливий внесок у формування національної чи регіональної ідентичності. Це також стосується нідерландських провінційних прапорів, які часто мають давню традицію. Проте дослідження показують, що досить багато нідерландців не визнають або майже не визнають прапор своєї провінції. 12 прапорів провінцій розташовані нижче в порядку старшинства. Під час офіційних заходів вони також розміщуються зліва направо (для глядача) таким чином, починаючи з прапора Північного Брабанту. Нідерландські провінції мають власні вимпели на додаток до власних прапорів. Однак вони є неофіційними, тому до них не застосовується протокол прапорів. Через це їх можна піднімати в будь-якому порядку.

## Сучасні прапори
| Провінція          | Герб | Прапор | Вимпел | Опис | Затверджено    |
| ------------------ | ---- | ------ | ------ | --- | -------------- |
| Північний Брабант  |      |        |        | Прапор провінції з найглибшим історичним корінням серед нідерландських прапорів – це прапор Північного Брабанту, який також називають «Брабантс Бонт». Дизайн, який складається з картатого візерунка з 24 квадратами, виконаними червоно-білим кольором, сягає корінням у Середньовіччя. Цей мотив з’явився на прапорах і штандартах Брабанту з моменту проголошення Лувенського графства, а трохи пізніше його також прийняло Брабантське герцогство. У XVIII столітті дизайн вийшов з ужитку, щоб повернутись лише у XX столітті. З 1959 року картатий прапор ліг в основу офіційного прапора провінції Північного Брабанту. | 21 січня 1959  |
| Гелдерланд         |      |        |        | Прапор Гелдерланду має форму горизонтального триколору. Використані кольори: синій, жовтий і чорний. Дизайн вважається офіційним прапором Гелдерланда з 1953 року. Кольори походять від герба провінції. Центральним елементом герба є щит, який несуть два леви. На лівій половині зображено золотого лева на блакитному щиті, а на правій — чорного лева Герцогства Юліх. Чорний лев виділяється на золотому фоні. | 15 квітня 1953 |
| Південна Голландія |      |        |        | На прапорі Південної Голландії зображено червоного лева, що стоїть на жовтому тлі. Прапором найбільш густонаселеної провінції є стяг герба Південної Голландії. Цей щит, у свою чергу, відносять до герба Голландського графства. Вибір кольору також очевидний; зрештою, жовтий і червоний традиційно були кольорами провінції Голландія. Примітно, що співвідношення сторін прапора Південної Голландії становить 2:3, ті самі розміри, які також застосовуються до національного триколору. Повернутий наліво лев, що стоїть на задніх лапах, займає три чверті висоти прапора і однаково віддалений від верху та низу. Нинішній дизайн вважається офіційним провінційним прапором Південної Голландії лише з січня 1986 року. | 1 січня 1986   |
| Північна Голландія |      |        |        | Прапор Північної Голландії складається з трьох горизонтальних смуг, виконаних жовтим, червоним і синім кольорами. Кольори взяті з герба Північної Голландії. Це, у свою чергу, поєднання старих гербів Північної Голландії та Західної Фрисландії. Жовтий (насправді золотий) і червоний належать Голландському графству, тоді як синій є частиною західнофризької ідентичності. Нинішній дизайн був прийнятий Радою провінції 22 жовтня 1958 року як офіційний триколірний прапор Північної Голландії. | 22 жовтня 1958 |
| Зеландія           |      |        |        | Чільне місце на прапорі Зеландії займають корона і щит герба Зеландії. Ці символи оточені хвилястими смугами синього та білого кольорів. Сині смуги символізують постійну боротьбу з водою, важливий елемент історії та ідентичності Зеландії. Герб являє собою лева, що бореться з хвилями. У верхній половині зображено «лева, що піднімається», половина зображення. У нижній половині видно шість хвилястих смуг, «море». Все це неправильно свідчить про те, що лев бореться з шаленими хвилями. Раніше такого насправді не було. Справді, на старому гербі лев і хвилі були розділені чистою лінією. Прапор Зеландії був розроблений у 1948 році та оголошений прапором провінції у 1949 році. | 14 січня 1949  |
| Утрехт             |      |        |        | Прапор Утрехту датується 1952 роком. Дизайн складається з червоної та білої смуг. Обидві смуги відображаються горизонтально. Верхній лівий кут білої смуги прикрашений червоним квадратом, який містить білий хрест. Дизайн являє собою суміш двох старих прапорів, а саме прапорів Архідієцезії та єпископства. Нинішній прапор є визнаним прапором провінції Утрехта з 1952 року. На практиці прапор провінції Утрехт відносно невідомий і користується малою популярністю. | 15 січня 1952  |
| Фрисландія         |      |        |        | Прапор Фрисландії є, мабуть, найвідомішим і найбільш впізнаваним прапором серед голландських провінцій. Він рясно майорить під час (між)національних змагань з катання на ковзанах, а також використовується одним із найбільших і найстаріших виробників молочної продукції. Крім того, дизайн є основою домашньої форми популярного футбольного клубу Геренвен. Прапор складається з чотирьох синьо-білих діагональних смуг. Білі смуги прикрашені сімома червоними листками латаття (pompeblêden). Ці символи стосуються так званих фризьких «морських країн». Це були незалежні прибережні регіони, які утворили оборонний союз проти норманів у Середньовіччі. Сучасний дизайн був офіційно затверджений у 1897 році та вперше використаний провінційним урядом у 1927 році. Прапор був офіційно прийнятий провінційною виконавчою владою Фрисландії 9 липня 1957 року.         | 9 липня 1957   |
| Оверейсел          |      |        |        | Прапор Оверейселу складається з п'яти горизонтальних смуг жовтого, синього та червоного кольорів. Синя смуга хвиляста і зображує річку Ейссел. Жовті та червоні смуги вказують на історичний зв'язок Оверейселу з провінцією Голландія. Нинішній прапор Оверейселe є єдиним, який коли-небудь мала провінція, і він є визнаним прапором провінції з 1948 року. | 21 липня 1948  |
| Гронінген          |      |        |        | Прапор Гронінгену, безсумнівно, є одним із найяскравіших провінційних прапорів Нідерландів. Прапор складається з двох хрестів — зеленого на білому, оточених двома червоними та двома синіми кутами. Дизайн поєднує в собі елементи та кольори герба Оммеландів (червоний, білий і синій) і міста Гронінген (зелений і білий). Не випадково кольори міста Гронінгена утворюють хрест у центрі прапора. Власне, таке розміщення в центрі символізує центральне розташування міста Гронінген у провінції. Прапор Гронінгену має співвідношення сторін 2:3. Сучасний дизайн вважається офіційним прапором провінції Гронінген з 17 лютого 1950 року. Цей прапор був розроблений Яном Туїном. | 17 лютого 1950 |
| Дренте             |      |        |        | Основу дизайну становлять традиційні Сакські кольори, червоний та білий. Вони також пов’язують його з Утрехтська архиєпархія, яка управляла Дренте. Між білим основним кольором і двома червоними смугами розташовані шість червоних зірок і чорна вежа. Зірки представляють райони: Зейденвелд, Остермур, Норденвелд, Ролде, Бейлен і Дівер. Вежа є символізує замок Куворден. З цього замку віконти Кувордена протягом тривалого часу підтримували закон від імені єпископа Утрехта. Нинішній дизайн лежить в основі прапора провінції Дренте з 1947 року. Цей прапор розробив Герлоф Ауке Бонтекое. | 19 лютого 1947 |
| Лімбург            |      |        |        | Як символ честі, сили, гордості та мужності, лев завжди був у моді в королівських будинках, знатних родинах чи інших установах, які прагнуть випромінювати владу та авторитет. Грізний червоний лев з короною і подвійним хвостом також займає центральне місце на прапорі Лімбургу. Лев відноситься до старого Лімбурзького герцогства і символізує провінцію. Фон прапора Лімбургу утворений двома рівновеликими горизонтально розташованими смугами білої (верхня) і жовтої (нижня). Вони розділені вужчою блакитною смугою. Це символізує Маас, найбільшу річку, що протікає через Лімбург. Жовтий і білий кольори відповідно представляють мергельні ландшафти південного Лімбургу та піщані ґрунти північного та центрального Лімбургу. Вони також є частиною герба провінції. Як і прапори Нідерландів та Південної Голландії, прапор Лімбургу має співвідношення сторін 2:3. | 28 липня 1953  |
| Флеволанд          |      |        |        | Основа прапора, яким майорить наймолодша провінція країни, складається з двох горизонтальних смуг зеленого та синього кольорів. Їх розділяє тонша жовта смужка. У верхньому лівому куті прапора зображено лілія. Жовта, частково хвиляста смуга символізує кукурудзяні поля Флеволанду. Зелений символізує просторі луки провінції, а синій нагадує про те, що Флеволанд був завойований з моря. Біла лілія — це данина поваги Корнелісу Лелі, людині, яка стоїть за проєктом Зедерзе і створенням Флеволанду. Дизайн був прийнятий як провінційний прапор 15 лютого 1989 року. | 9 січня 1986   |

## Колишні прапори
| Провінція          | Герб | Прапор | Вимпел | Опис | Затверджено         |
| ------------------ | ---- | ------ | ------ | --- | ------------------- |
| Південна Голландія |      |        |        | Перший офіційний прапор Південної Голландії був представлений 22 червня 1948 року. Це був Триколор, що складався з трьох рівних горизонтальних смуг; жовтої зверху, червоної посередині і жовтої знизу. Він мав співвідношення 2:3. Рішення прийняти нинішній прапор було мотивовано бажанням підвищити популярність традиційної символіки Голландії. Сучасний прапор дуже нагадує одяг, який використовували графи Голландія з часів хрестових походів. Нинішній прапор був запропонований провінційною виконавчою владою Південної Голландії 15 жовтня та прийнятий провінційною радою Південної Голландії 24 жовтня 1985 року. Було вирішено змінити прапор на жовте поле з червоним нестримним левом — старий прапор графів Голландії, який, згідно з традицією, використовувався ще з часів хрестових походів. Лев мав символізувати «завжди переможного лева Юдеї». Сучасний прапор став офіційним 1 січня 1986 року. | 22 червня 1948 року |